# Сімон Шюрх
Сімон Шюрх (нім. Simon Schürch, нар. 2 грудня 1990, Ротріст, Швейцарія) — швейцарський веслувальник, олімпійський чемпіон 2016 року, чемпіон світу.

## Виступи на Олімпіадах
| Олімпіада           | Дисципліна           | Місце |
| ------------------- | -------------------- | ----- |
| Лондон 2012         | четвірка, легка вага | 5     |
| Ріо-де-Жанейро 2016 | четвірка, легка вага | 1     |

## Зовнішні посилання
- Сімон Шюрх — олімпійська статистика на сайті Sports-Reference.com (англ.) (архівна версія)

1. ↑  Simon Schuerch